# Wilhelm av Köln
Wilhelm av Köln, även kallad Meister Wilhelm, beskrevs som den mest berömde medeltida konstnären inom målarskolan i Köln. Hans namn räknas idag som samlingsbeteckning för skaparna av en rad altarbilder från 1300-talet.
En krönika från Limburg an der Lahn för 1380 omtalar Wilhelm i Köln som den bäste målare i hela tyska landet, vilken kunde måla varje människa så som om hon varit levande. I stadens register har man funnit namnet på en målare Wilhelm från Herle (en stad i närheten av Köln), som 1358 köpte ett hus. Han nämns därefter flera gånger (sista gången 1372) och var avliden 1378, eftersom hans änka omtalas då. Han är möjligen identisk med den mästare som nämns i krönikan 1380, som uppges ha utfört väggmålningar, stafflibilder, fanor och miniatyrer för stadens räkning. 1855 upptäcktes 12 målarräkningar, betalda av stadens råd. Åtminstone en av dem är utanordnad åt "Magistro Wilhelmo"; på de övriga står bara "pictori", men detta ord torde kunna antas gälla samme man såsom stadsmålare. Den största summan är betald för målning i rådhuset, och på väggen i dess "Hansesaal" hittades också rester av nio figurer i kroppsstorlek, förmodligen profeter (nu i Kölns museum). Några stafflimålningar av Wilhelm är inte kända.